# Morchellium albidum
Morchellium albidum är en sjöpungsart som beskrevs av Kott 1992. Morchellium albidum ingår i släktet Morchellium och familjen klumpsjöpungar. Inga underarter finns listade i Catalogue of Life.